# Liste des personnages de Gundam Seed
Cette page recense les personnages de la série animée Mobile Suit Gundam SEED.

## Personnages principaux
Tous les personnages principaux sont également des personnages majeurs de Mobile Suit Gundam SEED DESTINY.

### Kira Yamato
- Espèce : Coordinateur
- Groupe Sanguin : A
- Âge : 16 ans
- Taille : 165 cm
- Poids : 65 kg

Kira Yamato (キラ・ヤマト) est un Coordinateur (Humain génétiquement plus évolué qu’un Naturel) de première génération, et l’ami d’enfance d'Athrun Zala.
Citoyen de l’Union d’Orb, une nation terrienne neutre, il vit sur sa colonie spatiale Heliopolis afin d'éviter la guerre qui oppose ses congénères aux Naturels : pourtant, la colonie finit par être elle‑même attaquée par l’escadron Le Creuset de ZAFT, qui l'accuse d'y dissimuler des armes pour les forces terriennes. Embarqué dans le conflit, Kira se retrouve à bord du seul des cinq prototypes première génération d’armures mobiles du Projet G qui ne put être volé par le commando de ZAFT : le GAT‑X105 Strike Gundam. Se battant à contre‑cœur pour l'Alliance Terrienne afin de protéger ses amis Naturels, il sera malgré lui confronté sur le champ de bataille à son meilleur ami Athrun, pilote d'élite de ZAFT et membre dudit commando, devenant par la force des choses son pire ennemi. D'abord pilote attitré du Strike Gundam, Kira se verra ensuite confier par Lacus Clyne le ZGMF‑X10A Freedom Gundam pour concrétiser leurs idéaux communs de faire cesser les conflits. Au cours de la poursuite du commandant Le Creuset sur la Colonie de recherches abandonnée Mendel, qui renferme le secret de ses origines, il est confirmé (avec la photographie signée précédemment transmise à sa fille adoptive par le président Athha) que Kira est le frère jumeau de Cagalli Yula Athha : ils apprennent qu’ils sont le fruit d’expériences génétiques qui visaient à faire de lui le « Coordinateur ultime ».
Kira est un jeune homme calme, quelque peu naïf et extrêmement sensible qui éprouve un grand respect pour la vie d'autrui, quand bien même il s'agirait d'« ennemis » à combattre. Il garde toujours auprès de lui un oiseau mécanique répondant au nom de « Birdy », qu'Athrun lui a confectionné et offert à leur rencontre sur la Lune, avant de partir lui‑même pour les PLANT. En dehors des combats, Kira est dans un premier temps considérablement amoureux de Flay Allster, une fille de politicien de la Fédération Atlantique étudiant à Heliopolis, qui au début de leur relation — durant leur trajet de retour sur Terre à bord du LCAM‑01XA Archangel — le manipulera. Plus tard après la fin de ce premier amour, il tombe réciproquement sous le charme de Lacus, à dater duquel ils resteront aux côtés l’un de l’autre jusqu’à emménager ensemble (Mobile Suit Gundam SEED FREEDOM).
Kira est doublé par Soichiro Hoshi dans la version japonaise et par Thierry Bourdon en version française.

### Athrun Zala
- Espèce : Coordinateur
- Groupe Sanguin : O
- Âge : 16 ans
- Taille : 170 cm
- Poids : 63 kg

Athrun Zala (アスラン・ザラ, Asuran Zara), ou Asran Zala (par francisation), est une « Blouse rouge » de ZAFT intégrant l’escadron Le Creuset.
Son père, Patrick Zala, est un membre du Conseil Suprême des PLANT. Athrun est politiquement promis à la fille du président Clyne, la chanteuse populaire Lacus Clyne. Il connait Kira Yamato depuis leur enfance, et est demeuré son fidèle ami malgré son propre départ de la Lune pour les PLANT. D’abord lui aussi contre l’idée de faire la guerre, Athrun finit pourtant par s’engager comme pilote pour ZAFT à la suite de la Saint‑Valentin Sanglante, dans laquelle Junius 7 est réduite à néant par une frappe nucléaire de Blue Cosmos : révolté de cet acte barbare et bouleversé par la disparition de sa mère Lenore (qui compta parmi les victimes), c’est sur le champ de bataille à Heliopolis qu’il retrouve par hasard son ami Kira. Il est dans un premier temps le pilote du GAT‑X303 Aegis Gundam, puis du ZGMF‑X09A Justice Gundam.
Garçon prévenant, poli, mature et se montrant parfois naïf, il est persuadé de se battre pour la justice. Lacus et lui furent fiancés par leurs pères pour stimuler les naissances chez les Coordinateurs, à la démographie en déclin, bien qu’il ne s’apprécient qu’affectueusement et à titre sincèrement amical : ironie du sort, il rencontre également au cours d’un affrontement — où ils sont alors tous deux des ennemis abattus en mission et « portés disparus » — celle avec qui il nourrira une idylle au long de l’histoire, Cagalli, tous deux ignorant à ce moment leurs liens en commun avec Kira.
Athrun est doublé par Akira Ishida dans la version japonaise et par Fabien Briche en version française.

### Lacus Clyne
- Espèce : Coordinateur
- Groupe Sanguin : B
- Âge : 16 ans
- Taille : 158 cm
- Poids : 53 kg

Lacus Clyne (ラクス・クライン, Rakusu Kurain) est une Coordinatrice chanteuse étoile des Colonies des PLANT et la fiancée politique d'Athrun Zala, le concepteur des Haro qu’elle affectionne tant.
Elle partage les idéaux de paix avec les Naturels de son père, le président du Conseil Suprême des PLANT Siegel Clyne. Lacus rencontre une première fois Kira Yamato par un jeu ironique du sort après qu’il ait, au cours du trajet de retour sur Terre du LCAM‑01XA Archangel (à la suite de la destruction d’Heliopolis), repéré et récupéré avec le GAT‑X105 Strike Gundam sa capsule de secours, qui partait à la dérive dans l’espace. À l'origine en mission diplomatique de commémoration des victimes de la Saint‑Valentin Sanglante près des débris de Junius 7, son vaisseau fut cependant intercepté par l'Alliance Terrienne : craignant pour sa vie, ses accompagnants la prièrent de s’échapper en empruntant ladite capsule. Dans un premier temps prise en charge à bord de l’Archangel et protégée par Kira, qui finit à son tour par craindre pour sa sécurité et se mutine temporairement pour la rapatrier, elle est emmenée à bord du Strike Gundam par le jeune homme et confiée au GAT‑X303 Aegis Gundam d’Athrun. Ils se revoient une deuxième fois quand elle le recueille secrètement chez elle à la Colonie des PLANT Aprilius pour sa convalescence (à la suite de son combat « fratricide » contre Athrun dans les Îles Marshall) et lui confiera pour son retour sur Terre le ZGMF‑X10A Freedom Gundam afin de soutenir leur cause commune, étant avec son père la co‑meneuse d’un groupe dissident des PLANT fédérant autour de sa famille les Coordinateurs œuvrant à la fin de cette guerre, la Faction Clyne : à ce titre, elle retrouvera pour de bon Kira dans l’espace à la naissance de l’Alliance des Trois Vaisseaux (avec l’Archangel, lui‑même dissident de l’Alliance Terrienne, et le Kusanagi de l’Union d’Orb — alors escorté du Freedom Gundam et du ZGMF‑X09A Justice Gundam d’Athrun) en représentante de ses congénères aux commandes du FFMH‑Y101 Eternal, avant les affrontements finaux de ce conflit.
Jeune fille chaste, douce et délicate appréciée du peuple et qui sait agir quand la situation l'exige, Lacus se prend d'affection puis d'amour pour Kira, qui l’émeut particulièrement par son grand cœur et sa profonde gentillesse. Partageant également avec lui les mêmes idées, Lacus rejoint sa cause pour mettre fin à la guerre meurtrière que se livrent les Naturels et les Coordinateurs.
Lacus est doublée par Rie Tanaka en version japonaise et par Sabrina Leurquin en version française.

### Cagalli Yula Athha
- Espèce : Naturel
- Groupe Sanguin : A
- Âge : 16 ans
- Taille : 162 cm
- Poids : 54 kg

Cagalli Yula Athha (カガリ・ユラ・アスハ, Kagari Yura Asuha) est la fille adoptive d'Uzumi Nara Athha, le président de l'Union d'Orb.
Garçon manqué, Cagalli est une fille indépendante et caractérielle. Elle s'est rendue sur Héliopolis afin d'y découvrir si Orb a réellement participé à la réalisation des armes expérimentales de l'Alliance Terrienne. Elle est effondrée quand elle se rend compte que c'est le cas, accusant son père d'avoir trahir le principe de neutralité d'Orb. C'est d'ailleurs sur Héliopolis que Cagalli rencontre Kira, qui l'a d'abord prise pour un garçon en vue de son accoutrement. Leur chemin se sépare brièvement pour se retrouver sur Terre. Cagalli n'a pas peur de prendre les armes pour aider ceux dans le besoin. Elle accompagne l'Archangel avec son garde du corps, Ledonir Kisaka jusqu'à Orb où elle révèle enfin son statut de princesse. Cagalli porte une grande affection pour Kira et Athrun qu'elle finit par croisée après qu'une mission ait mal tournée. Cagalli pilote dans un premier temps le FX‑550 Skygrasper, puis sa propre armure mobile, le MBF‑02 Strike Rouge.
Même si elle est une Naturelle, Cagalli possède également le facteur SEED, comme Kira, Athrun et Lacus.
Cagalli est doublée par Naomi Shindō (puis Nanako Mori (ja) à partir du film Mobile Suit Gundam SEED FREEDOM) dans la version japonaise et par Suzanne Sindberg en version française.

## Personnages secondaires

### Équipage de l’Archangel
Le LCAM‑01XA Archangel, premier de sa classe homonyme, est un vaisseau de guerre de dernière génération de l'Alliance Terrienne qui est stationné dans la colonie d'Heliopolis au moment du vol des armures mobiles par le commando de ZAFT : son équipage se compose à la suite de cela, des seuls survivants de l'attaque parmi les soldats Naturels.
Murrue Ramius (マリュー・ラミアス, Maryū Ramiasu) / Maryu Ramius (par francisation ; version française)
Lieutenant de l'OMNI Enforcer, elle devient commandant de l’Archangel par la force des choses, ses supérieurs étant tous morts dans l'explosion du quai d'embarquement par les Coordinateurs de ZAFT et Mu La Flaga, pourtant hiérarchiquement au-dessus d'elle, se désistant par sa méconnaissance du vaisseau.
L'existence des cinq armures mobiles de Morgenroete normalement destinées à l'Alliance Terrienne relevant du secret militaire, elle se contraint en la circonstance à emmener de force les jeunes civils d'Heliopolis incidemment mis au courant (Kira Yamato, son groupe d'amis et Flay Allster) avec elle à bord de l’Archangel.
Mu La Flaga (ムウ・ラ・フラガ, Mū Ra Furaga) ; Mwu La Fllaga / Mu La Fraga (par francisation ; version française) / le « Faucon d'Endymion » (エンデュミオンの鷹, Endyumion no taka) (surnom)
Capitaine de l'OMNI Enforcer, pilote et héros de guerre connu de l'Alliance Terrienne, le « Faucon d'Endymion » intègre l'équipage de l’Archangel durant l'attaque d'Heliopolis.
Doyen hiérarchique mais ne connaissant pas le vaisseau, il en décline le commandement au profit de Murrue Ramius et aide à sa protection aux commandes de son TS‑MA2mod.00 Moebius Zero. Il partage un lien étrange avec son rival, le commandant Rau Le Creuset.
Natarle Badgiruel (ナタル・バジルール, Nataru Bajirūru) / Natale Badjirule (par francisation ; version française)
Enseigne de l'OMNI Enforcer, elle devient par la force des choses commandant en second de l’Archangel.
Ayant étudié le manuel du code militaire, se montrant à cheval sur les règles et la hiérarchie, elle rentre souvent en conflit d'idées ou de méthodes contre Murrue Ramius.
Arnold Neumann (アーノルド・ノイマン, Ānorudo Noiman)
Premier maître de l'OMNI Enforcer, il intègre les sous-officiers d'équipage et membres de la passerelle de l’Archangel.
Il occupe le poste de timonier du vaisseau.
Dalida Roelaha Chandora II (ダリダ・ローラハ・チャンドラII世, Darida Rōraha Chandora nisei) / Dalida Lolaha Chandra II (par francisation ; version française)
Maître de 2e classe de l'OMNI Enforcer, il intègre les sous-officiers d'équipage et membres de la passerelle de l’Archangel.
Il occupe avec l'étudiant Ssigh Argyle le poste de renseignement tactique comme navigateur du vaisseau ainsi qu'à ses systèmes de défense. Il est aussi chargé de superviser les volontaires.
Kojiro Mardoc (コジロー・マードック, Kojirō Mādokku) / Kojiro Murdoch (par francisation ; version française)
Maître de 1re classe de l'OMNI Enforcer, il intègre les sous-officiers d'équipage de l’Archangel.
Chef mécanicien du vaisseau, lors de leur voyage il est chargé avec son équipe des diverses réparations et surtout, de la supervision du GAT‑X105 Strike Gundam du pilote Kira Yamato qui a réchappé au vol des armures mobiles sur Heliopolis.
Jackie Tonomura (ジャッキー・トノムラ, Jakkī Tonomura)
Maître de 2e classe de l'OMNI Enforcer, il intègre les sous-officiers d'équipage et membres de la passerelle de l’Archangel.
Il occupe le poste de renseignement tactique, chargé du radar pour la détection des ennemis.

### Étudiants d'Heliopolis
Les camarades étudiants de Kira Yamato sur Heliopolis sont tous Naturels et, à l'exception de Flay Allster, citoyens de l'Union d'Orb. Étant par les circonstances, tous passagers du vaisseau de guerre LCAM‑01XA Archangel, c'est à fin de protéger ce dernier (et ses amis à son bord) que Kira, Coordinateur pourtant opposé en conscience au conflit entre ses semblables et les Naturels, se résigne à combattre aux commandes du GAT‑X105 Strike Gundam de l'Alliance Terrienne.
Flay Allster (フレイ・アルスター, Furei Arusutā) / Flay Alstar (par francisation ; version française)
La fille du politicien George Allster ainsi que, selon une idée de ce dernier, la fiancée de Ssigh Argyle.
Naturelle assez insouciante et maladroite.
D'après certains échanges, Kira Yamato aurait le béguin pour elle depuis bien avant le début de l'histoire.
Ssigh Argyle (サイ・アーガイル, Sai Āgairu) / Sai Argyle (par francisation ; version française)
Un des amis de Kira Yamato et, selon une idée du père de l'intéressée, le fiancé de Flay Allster.
Naturel volontaire et solidaire, il manifeste une grande loyauté envers ses amis.
En tant que volontaire de l’Archangel, il occupe avec Dalida Roelaha Chandora II le poste de renseignement tactique comme navigateur du vaisseau ainsi qu'à ses systèmes de défense.
Miriallia Haww (ミリアリア・ハウ, Miriaria Hau)
Une des amis de Kira Yamato et la compagne de Tolle Koenig.
Comme ce dernier, elle est ouverte d'esprit et se montre d'un fort soutien envers leur ami Coordinateur, étant celle qui en ce sens lance l'idée à son groupe d'amis d'aider l'équipage du vaisseau.
En tant que volontaire de l’Archangel, elle occupe le poste des télécommunications sur la passerelle, servant de relais entre les unités mobiles sur le terrain (Kira, lorsqu'il pilote le GAT‑X105 Strike Gundam, et le capitaine La Flaga) et le vaisseau.
Tolle Koenig (トール・ケーニヒ, Tōru Kēnihi)
Le meilleur ami de Kira Yamato après Athrun Zala, ainsi que le compagnon de Miriallia Haww.
Naturel très ouvert d'esprit et à l'opinion assumée, il est le premier de ses amis à prendre la défense de Kira lorsque l'équipage de l’Archangel apprend sa nature de Coordinateur.
Une fois que le vaisseau quitte Orb après une escale, il prend la place de Cagalli dans le Skygrasper 2 pour seconder son ami dans ses combats avec le capitaine La Flaga.
Alors que la Bataille des Îles Marshall fait rage entre le GAT‑X105 Strike Gundam de Kira et le GAT‑X303 Aegis Gundam d'Athrun, il décide de son initiative d'intervenir en attaquant ce dernier et ce, malgré l'avertissement de son ami : Athrun évite sa seconde attaque et lui lance de plein fouet le bouclier de l’Aegis Gundam, qui le tue ainsi sur le coup et détruit sa machine, provoquant la fureur de Kira et leur combat à mort.
Kuzzey Buskirk (カズイ・バスカーク, Kazui Basukāku) / Kazui Baskirk (par francisation ; version française)
Un des amis de Kira Yamato.
Naturel très effacé par rapport aux autres et réaliste, quitte à frôler le pessimisme ou poser les questions dérangeantes, il n'en est pas moins solidaire que les autres envers tous ses amis.
En tant que volontaire de l’Archangel, il occupe le poste d'opérateur des télécommunications sur la passerelle.

### Alliance Terrienne
Cette coalition regroupe les nations terriennes belligérantes dans la guerre contre ZAFT. Leurs forces armées réunies portent le nom d'O.M.N.I. Enforcer.

#### Blue Cosmos
Organisation radicale anti-Coordinateurs formée à l'époque de George Glenn, le premier Coordinateur historiquement connu. Elle s'est rendue responsable de nombre de persécutions et attentats à leur encontre, les poussant à se réfugier en masse sur les Douze Colonies. Elle se rendit également coupable de la « Saint-Valentin Sanglante », tragédie humaine déclencheur de la guerre contre ZAFT. La devise de ses membres est « Pour un monde bleu et pur ! ».
George Allster (ジョージ・アルスター, Jōji Arusutā) / George Alstar (par francisation ; version française)
Vice-ministre des Affaires étrangères de la Fédération Atlantique, il est le père veuf de Flay.
Multa Azrel (ムルタ・アズラエル, Muruta Azurael) / Muruta Azarel (par francisation ; version française)
Le dirigeant de Blue Cosmos.
Clotho Buer (クロト・ブエル, Kuroto Bueru)
Naturel Augmenté, pilote du GAT‑X370 Raider Gundam directement sous les ordres de Multa Azrel.
Orga Sabnak (オルガ・サブナック, Oruga Sabunakku)
Naturel Augmenté, pilote du GAT‑X131 Calamity Gundam directement sous les ordres de Multa Azrel.
Shani Andras (シャニ・アンドラス, Shani Andorasu)
Naturel Augmenté, pilote du GAT‑X252 Forbidden Gundam directement sous les ordres de Multa Azrel.

#### Autres soldats de l'O.M.N.I. Enforcer
Duane Halberton (デュエイン・ハルバートン, Dyuein Harubāton)
Contre-amiral de l'OMNI Enforcer pour la Fédération Atlantique, il est le mentor de Murrue Ramius.
À bord du Menelaos, il commande la 8e flotte de l'Alliance Terrienne (incorporant notamment les vaisseaux Montgomery, Cassandros, Paris et Ptolemaios).

### P.L.A.N.T.
Les Douze Colonies spatiales furent créées par les Coordinateurs et sont exclusivement habitées par eux. Fédérées en une nation Coordinatrice, elles sont gouvernées par les membres constituant du Conseil Suprême des P.L.A.N.T., un représentant par colonie incluant leur président ponctuellement élu.

#### Conseil Suprême des P.L.A.N.T.
Siegel Clyne (シーゲル・クライン, Shīgeru Kurain)
Le président du Conseil Suprême des P.L.A.N.T., aussi représentant de la colonie Aprilius, est le père veuf de Lacus Clyne.
Pacifiste de la faction des modérés, il s'évertue à rechercher une issue pacifique à la guerre contre l'Alliance Terrienne.
Patrick Zala (パトリック・ザラ, Patorikku Zara)
Membre du Conseil Suprême des P.L.A.N.T., aussi représentant de la colonie December, il est le père veuf d'Athrun Zala.
De la faction des radicaux, sa défunte épouse Lenore Zala (la mère d'Athrun) compte parmi les victimes de la Saint-Valentin Sanglante commise par l'Alliance Terrienne.
Ezalia Jule (エザリア・ジュール, Ezaria Jūru) / Ezalia Joule (par francisation ; version française)
Membre du Conseil Suprême des P.L.A.N.T., aussi représentante de la colonie Martius, elle est la mère d'Yzak Jule.
De la faction des radicaux, elle est le plus fort soutien de Patrick Zala au sein du conseil et démontre beaucoup d'attention pour son propre fils, malgré leurs occupations prenantes.
Eileen Canaver (アイリーン・カナーバ, Airīn Kanāba)
Membre du Conseil Suprême des P.L.A.N.T., aussi représentante de la colonie September.
De la faction des modérés, elle est le plus fidèle soutien de Siegel Clyne au sein du conseil.
Yuri Amarfi (ユーリ・アマルフィ, Yūri Amarufi) / Yuri Amalfi (par francisation ; version française)
Membre du Conseil Suprême des P.L.A.N.T., aussi représentant de la colonie Maius, il est le père de Nicol Amarfi.
D'abord de la faction des modérés, il se radicalise ensuite durant le conflit contre l'Alliance Terrienne.
Tad Elthman (タッド・エルスマン, Taddo Erusuman) / Tad Elsman (par francisation ; version française)
Membre du Conseil Suprême des P.L.A.N.T., aussi représentant de la colonie Februarius, il est le père de Dearka Elthman.
D'abord de la faction des modérés, il se neutralise puis radicalise ensuite durant le conflit contre l'Alliance Terrienne.
Jeremy Maxwell (ジェレミー・マクスウェル, Jeremī Makusweru)
Membre du Conseil Suprême des P.L.A.N.T., aussi représentant de la colonie Quintilis, il est le père divorcé de Rusty Mackenzie.
De la faction des radicaux, il est l'un des plus extrêmes soutiens de Patrick Zala au sein du conseil, ce qui serait à l'origine de son divorce d'avec la mère de son fils, et la raison pour laquelle elle en a conservé la garde.

#### Z.A.F.T.
Z.A.F.T. constitue les forces armées des Douze Colonies des P.L.A.N.T.

##### EscadronLe Creuset
L'escadron homonyme du commandant Rau Le Creuset compte parmi ses membres Athrun Zala en qualité de « Blouse rouge » (pilote d'élite). Au cours de l'histoire, les quatre pilotes d'élite aux commandes des armures mobiles volées à l'Alliance Terrienne (Athrun Zala, Yzak Jule, Dearka Elthman et Nicol Amarfi), continuant la poursuite du LCAM-01XA Archangel, constituent l'escadron Zala en l'absence temporaire de leur commandant.
Yzak Jule (イザーク・ジュール, Izāku Jūru) / Yzak Joule (par francisation ; version française)
« Blouse rouge » des forces de ZAFT et camarade de même promotion qu'Athrun Zala, il fait partie du commando attaquant Heliopolis au début de l'histoire et, plus tard, de l'escadron Zala.
À la suite du vol des armures mobiles de l'Alliance Terrienne, il devient le pilote attitré du GAT‑X102 Duel Gundam.
Meilleur ami de Dearka Elthman, il est caractériel et se montre beaucoup plus orgueilleux que ses homologues, entrant souvent en conflit avec Athrun.
Dearka Elthman (ディアッカ・エルスマン, Diakka Erusuman) / Dearka Elsman (par francisation ; version française)
« Blouse rouge » des forces de ZAFT et camarade de même promotion qu'Athrun Zala, il fait partie du commando attaquant Heliopolis au début de l'histoire et, plus tard, de l'escadron homonyme de leur frère d'armes.
À la suite du vol des armures mobiles de l'Alliance Terrienne, il devient le pilote attitré du GAT‑X103 Buster Gundam.
Meilleur ami d'Yzak Jule, il est habitué à ses coups d'humeur et se montre beaucoup plus décontracté que ses homologues, faisant parfois la conciliaton entre Athrun et lui.
Nicol Amarfi (ニコル・アマルフィ, Nikoru Amarufi) / Nicol Amalfi (par francisation ; version française)
« Blouse rouge » des forces de ZAFT et camarade de même promotion qu'Athrun Zala, il fait partie du commando attaquant Heliopolis au début de l'histoire et, plus tard, de l'escadron homonyme de leur frère d'armes.
À la suite du vol des armures mobiles de l'Alliance Terrienne, il devient le pilote attitré du GAT‑X207 Blitz Gundam.
Parce qu'il serait le moins courageux du quatuor, n'étant pas un soldat dans l'âme, il serait régulièrement chambré par Yzak et Dearka ; par compatibilité de caractère, il a tendance à se rapprocher plus volontiers d'Athrun. Il pratique notamment le piano dans la vie civile et compose ses propres musiques.
Rau Le Creuset (ラウ・ル・クルーゼ, Rau Ru Kurūze) / Raww Le Klueze / Raw Le Creuset (par francisation ; version française)
« Blouse blanche » des forces de ZAFT, il commande l'escadron homonyme et est responsable de l'attaque sur Heliopolis ayant amené au vol de quatre des cinq armures mobiles de l'Alliance Terrienne.
Personnage masqué (élément récurrent dans les univers de la franchise Gundam) et pilote lui-même, il est mystérieux, suave et fin stratège. Il partage un lien étrange avec son rival, le capitaine Mu La Flaga.
Fredric Ades (フレデリック・アデス, Furederikku Adesu) / Fredrik Adès (par francisation ; version française)
« Blouse noire » des forces de ZAFT, il commande le vaisseau Vesalius de l'escadron sous les ordres de Rau Le Creuset.
Miguel Ayman (ミゲル・アイマン, Migeru Aiman) / Miguel Aiman (par francisation ; version française)
Pilote « Blouse verte » des forces de ZAFT et camarade du groupe de même promotion qu'Athrun Zala, il fait partie des soutiens tactiques du commando attaquant Heliopolis au début de l'histoire.
Comptant parmi les aînés de l'équipe, il est à ce titre compréhensif avec ses camarades et prend soin de ses cadets, montrant une personnalité amicale.
Rusty Mackenzie (ラスティ・マッケンジー, Rasuti Makkenjī)
« Blouse rouge » des forces de ZAFT et camarade de même promotion qu'Athrun Zala, il fait partie du commando attaquant Heliopolis au début de l'histoire.
Il aurait dû devenir le pilote attitré du GAT‑X105 Strike Gundam pour ZAFT à la suite du vol des armures mobiles de l'Alliance Terrienne : cependant, il est abattu durant l'attaque avant d'avoir pu le récupérer. Peu après la tragédie du Monde Brisé et la reprise des conflits (Mobile Suit Gundam SEED DESTINY), sa tombe au mémorial des P.L.A.N.T. est visitée par Athrun, Yzak et Dearka avec celles de leurs autres frères d’armes tombés.
Pont entre ses quatre camarades de l’escadron, il était selon le peu d’informations sur lui idéologiquement plus proche d’Athrun et Nicol, mais ressemblait davantage à Yzak et Dearka par sa nature.
Olor Kudenbru (オロール・クーデンベルグ, Orōru Kūdenberugu)
Pilote « Blouse verte » des forces de ZAFT et camarade de même promotion qu'Athrun Zala, il fait partie des soutiens tactiques du commando attaquant Heliopolis au début de l'histoire.
Matthew (マシュー, Mashū)
Pilote « Blouse verte » des forces de ZAFT, il fait partie des soutiens tactiques du commando attaquant Heliopolis au début de l'histoire.
Shiho Hahnenfuß (シホ・ハーネンフース, Shiho Hānenfūsu) / Shiho Hahnenfuss (par francisation ; version française) / « Housenka » (ホウセンカ) (surnom)
Pilote « Blouse rouge » des forces de ZAFT, elle intègre tardivement (et brièvement) l'escadron Le Creuset durant la guerre contre l'Alliance Terrienne.
Isaac Mau (アイザック・マウ, Aizakku Mau)
Pilote « Blouse verte » des forces de ZAFT, il fait partie des membres anecdotiques de l'escadron Le Creuset au sein de l'histoire.

##### Autres soldats de ZAFT
Andrew Waldfeld (アンドリュー・バルトフェルド, Andoryū Barutoferudo) / Andrew Waltfeld ; Andrew Vartfeld (par francisation ; version française) / Andie (アンディ, Andi) (diminutif) / le « Tigre du Désert » (砂漠の虎, Sabaku no tora) (surnom)
« Blouse jaune » des forces de ZAFT et capitaine posté en Afrique du Nord pour la campagne Aube du Désert (明けの砂漠, Ake no sabaku), il établit son quartier général à Banadiya et dirige personnellement ses opérations à bord du vaisseau Lesseps.
Il a une passion pour le café et en expérimente plusieurs types de préparation.
Martin DaCosta (マーチン・ダコスタ, Māchin Dakosuta)
Le fidèle second et bras droit du « Tigre du Désert ».
Aisha (アイシャ)
La compagne et copilote du « Tigre du Désert ».
Elle semble parfaitement le connaître.

### Union d'Orb
L'Union d'Orb, patrie de Kira Yamato et de ses amis d'Heliopolis, est une nation terrienne neutre dans la guerre opposant ZAFT et l'Alliance Terrienne. Elle est gouvernée par cinq familles royales constituant le gouvernement, dont le souverain est le « Lion d'Orb » Uzumi Narah Athha.

#### Cinq Familles royales d'Orb
Uzumi Narah Athha (ウズミ・ナラ・アスハ, Uzumi Nara Asuha) / Uzumi Nara Athha (par francisation ; version française) / le « Lion d'Orb » (オーブの獅子, Ōbu no shishi) (surnom)
Le président de l'Union d'Orb et père adoptif de Cagalli Yula Athha.
Souverain d'apparence dure et digne, il est un homme de principes n'acceptant aucune concession morale et défendant les valeurs de sa nation.
Homura (ホムラ)
Ministre du gouvernement de l'Union d'Orb, il est le frère cadet du président Athha et l'oncle adoptif de Cagalli Yula Athha.

#### Force de défense nationale d'Orb
Comme l'indique son nom, elle constitue les forces armées de l'Union d'Orb.
Ledonir Kisaka (レドニル・キサカ, Redoniru Kisaka)
Garde du corps de Cagalli de son apparition à ses côtés en Libye jusqu'au retour à Orb, il est colonel de la 21e unité aéroportée spéciale de l'armée de terre dans la Force de défense nationale d'Orb.

#### Morgenroete
Morgenroete est une entreprise d'armement nationalisée, basée sur l'île d'Onogoro ainsi que la colonie spatiale Heliopolis, en plus de succursales dans d'autres nations terriennes. Elle fournit la Force de défense nationale d'Orb et est la conceptrice des cinq armures mobiles d'Heliopolis.
Erica Simmons (エリカ・シモンズ, Erika Shimonzu)
Chef ingénieur employée par Morgenroete, elle est notoirement à l'origine des séries d'armure mobile Astray (et conceptrice du modèle MBF‑M1 M1 Astray).
Elle a un fils, Ryuta (リュウタ, Ryūta).
Asagi Caldwell (アサギ・コードウェル, Asagi Kōdoweru)
Pilote d'essai des M1 Astray sous la supervision d'Erica Simmons.
Mayura Labatt (マユラ・ラバッツ, Mayura Rabattsu)
Pilote d'essai des M1 Astray sous la supervision d'Erica Simmons.
Juri Wu Nien (ジュリ・ウー・ニェン, Juri Ū Nyen)
Pilote d'essai des M1 Astray sous la supervision d'Erica Simmons.

#### Autres citoyens de l'Union d'Orb
Calida Yamato (カリダ・ヤマト, Karida Yamato)
La mère adoptive (en fait, tante maternelle) Naturelle de Kira Yamato.
Halma Yamato (ハルマ・ヤマト, Haruma Yamato)
Le père adoptif (en fait, oncle par alliance) Naturel de Kira Yamato.
Le révérend Marchio (マルキオ導師, Marukio-doushi)
Un prêtre aveugle tenant un orphelinat dans les Îles Marshall.
Ayant à la fois la confiance des P.L.A.N.T. et de l'Alliance Terrienne, il sert occasionnellement d'intermédiaire entre les deux. Il amène le jeune pilote Coordinateur Kira Yamato, trouvé à proximité de l’orphelinat et sérieusement blessé (à la suite de la Bataille des Îles Marshall), à Lacus Clyne.
Rin (リン), Oro (オロ) et Roy (ロイ, Roi)
Des orphelins recueillis par le révérend Marchio.
Lors d'une rencontre avec Athrun Zala, Oro lui donne des coups de pied dans la jambe en déclarant vouloir détruire ZAFT un jour.

## Autres personnages
Torii (トリィ, Toryi) / Birdy (par anglicisation ; version française)
Le petit oiseau mécanique constamment juché sur l'épaule de Kira Yamato.
Offert par son meilleur ami Athrun Zala (le concepteur de Torii) lorsqu'enfant, Kira résidait sur la Lune, ce dernier l'emmène partout avec lui et en prend grand soin, le compagnon symbolisant le lien profond et indéfectible entre les deux garçons.
Haro (ハロ)
Un autre modèle de robots en forme schématique de balle amovible conçus par Athrun Zala, cette fois comme cadeaux ponctuels à sa fiancée Lacus Clyne.
En ayant fabriqué plusieurs à son attention, Lacus en possède de différents coloris : le premier, « Pink‑chan » (ピンクちゃん, Pinku-chan), reste cependant son préféré qu'elle emporte partout.
Okapi (オカピ)
Chien-robot de la famille Clyne.
Il est essentiellement utilisé pour des tâches domestiques, comme porter les repas et le thé.